# Temax (község)
Temax község Mexikó Yucatán államának északi részén. 2010-ben lakossága kb. 6800 fő volt, ebből mintegy 6200-an laktak a községközpontban, Temaxban, a többi 600 lakos a község területén található 7 kisebb településen élt.

## Fekvése
Az állam északi részén, a Mexikói-öböl partjától délre fekvő község teljes területe a tenger szintje felett legfeljebb 15 méterrel elterülő síkvidék. Az éves csapadékmennyiség 700 és 1000  mm körül van (északról délre haladva fokozatosan növekszik), de a községnek vízfolyásai nincsenek. A mezőgazdaság a terület mintegy 4%-át hasznosítja, a többi részt főként vadon és rétek, legelők borítják.

## Élővilág
Növényei többnyire alacsony, lombhullató fajok, jellemző például az amapola, az alché, a Cordia gerascanthus (bojom) és a Bursera simaruba (chacá). Állatvilágának fontos képviselői az oposszumok, az Ateles nem majmai, nyulak, szarvasok, mosómedvék, kígyók, teknősök, leguánok, az Ortalis nem madarai, a chivicoyo és a pávaszemes pulyka.

## Népesség
A község lakóinak száma a közelmúltban hol csökkent, hol nőtt, a változásokat szemlélteti az alábbi táblázat:
| Év   | Lakosság |
| ---- | -------- |
| 1990 | 6652     |
| 1995 | 6672     |
| 2000 | 6396     |
| 2005 | 6764     |
| 2010 | 6817     |

## Települései
A községben 2010-ben 8 lakott helyet tartottak nyilván, de 4 településen 10-nél is kevesebben éltek. A jelentősebb helységek:
| Település             | Lakosság (2010) |
| --------------------- | --------------- |
| Temax (községközpont) | 6239            |
| Chenché de las Torres | 299             |
| San Antonio Cámara    | 217             |
| Chucmichén            | 41              |